# کاسان‌سای
کاسانسای به ازبکی: kosonsoy / به تاجیکی: Косонсой / به روسی: Кaсaнсaй یا به‌طور مختصر کاسان (کاثان در امپراتوری کوشان باستانی) شهری در منطقه نمنگان، ازبکستان است.. این شهر در ناحیه کاسانسای قرار گرفته‌است. کاسانسای از رودخانه «کاسان» که از کوه‌های بلند قرقیزستان به ناحیه توراکورگان (منطقه نمنگان) می‌ریزد، نامگذاری شده‌است، کلمه «سای» در تاجیکی به معنای «نهر یا رودخانه» است. کاسانسای مکانی باستانی است، این شهر پایتخت امپراتوری کوشان بوده‌است. اولین سکونتگاه‌های آن به دوران امپراتوری کوشان برمی گردد. کلمه کاسان از کلمه کوشان بیرون آمده‌است. کاسانسای به همراه شهر باستانی آخسیکنت در نزدیکی شهر نمنگان بخش مهمی از امپراتوری کوشان بوده‌اند. هنوز بقایای قلعه باستانی موگ کوشانیان در شمال شهر باقی مانده‌است. در کتاب‌های دیگر نوشته شده‌است که «کاسان» به معنای «شهر بزرگ» یا «قلعه مستحکم» است. ↵پنج کالج آموزش ویژه متوسطه (SSEC) و یک لیسه آکادمیک در کساانسای وجود دارد. SSECها شامل کالج پزشکی، کالج آموزشی، کالج حمل و نقل و ارتباطات، کالج فنی و چند مورد دیگر است. حدود ۴۶ مدرسه متوسطه در کاسانسای وجود دارد که شامل بسیاری از مدارس تاجیکستان و یک مدرسه روسی و ازبکی می‌شود. ↵کاسانسای یک مکان کوهستانی است و این کوه تا مرکز منطقه ۳ کیلومتر فاصله دارد. رودخانه کاسانسای شهر را به دو قسمت تقسیم می‌کند. ↵کاسانسای بیش از ۲۷۰۰۰۰ نفر (۲۰۲۳) جمعیت دارد. اکثریت قریب به اتفاق جمعیت کاسانسای تاجیک‌های فارسی‌زبان هستند. ↵احمد کاسانی، محقق/دانشمند/شاعر برجسته مسلمان، در کاسانسای به دنیا آمد، خیابان مخدومی اعظم به نام او نامگذاری شد و بنای یادبود مخدومی اعظم در نزدیکی ساحل رود کاسانسای وجود دارد که در سپتامبر ۲۰۰۷ تکمیل شد. مخدومی اعظم کاسانی مذهب بود. معلم (پیر) زاخیرالدین محمد بوبور. مخدومی اعظم کاسانی کتابهایی دربارهٔ حقوق اسلام نوشت. او یکی از سه اعظم جهان اسلام بود. یکی از نوادگان آفاقی خوجه در کاشغر (چین) بسیار مشهور بود. بوبرحیم مشرب (شو مشرب) توسط افوکخجا تدریس می‌شد و معلم دین مشرب بود. مشرب شاگرد او (مرید) بود.